# Ключ 214
Ключ 214 (⿕, в юнікоді U+2FD5) — єдиний (з 214) ієрогліфічних ключів, який складається з 17 рисок.
В Словнику Кансі подано 21 ієрогліф з цим ключем.

## Ієрогліфи
| кількість рисок | ієрогліфи |
| --------------- | --------- |
| без додаткових  | 龠        |
| 4 додаткові     | 龡 𪛊 䶳  |
| 5 додаткових    | 龢        |
| 8 додаткових    | 龣        |
| 9 додаткових    | 龤 龥     |